# Weisshorn
Il Weisshorn è una montagna situata nelle Alpi Pennine, in territorio svizzero. Posta a nord del Cervino e a nord ovest di Zermatt, con la sua altezza di 4.505  m s.l.m. è la vetta più alta delle Alpi del Weisshorn e del Cervino e una tra le più alte dell'intera catena delle Alpi.

## Caratteristiche
Il toponimo significa Corno Bianco.

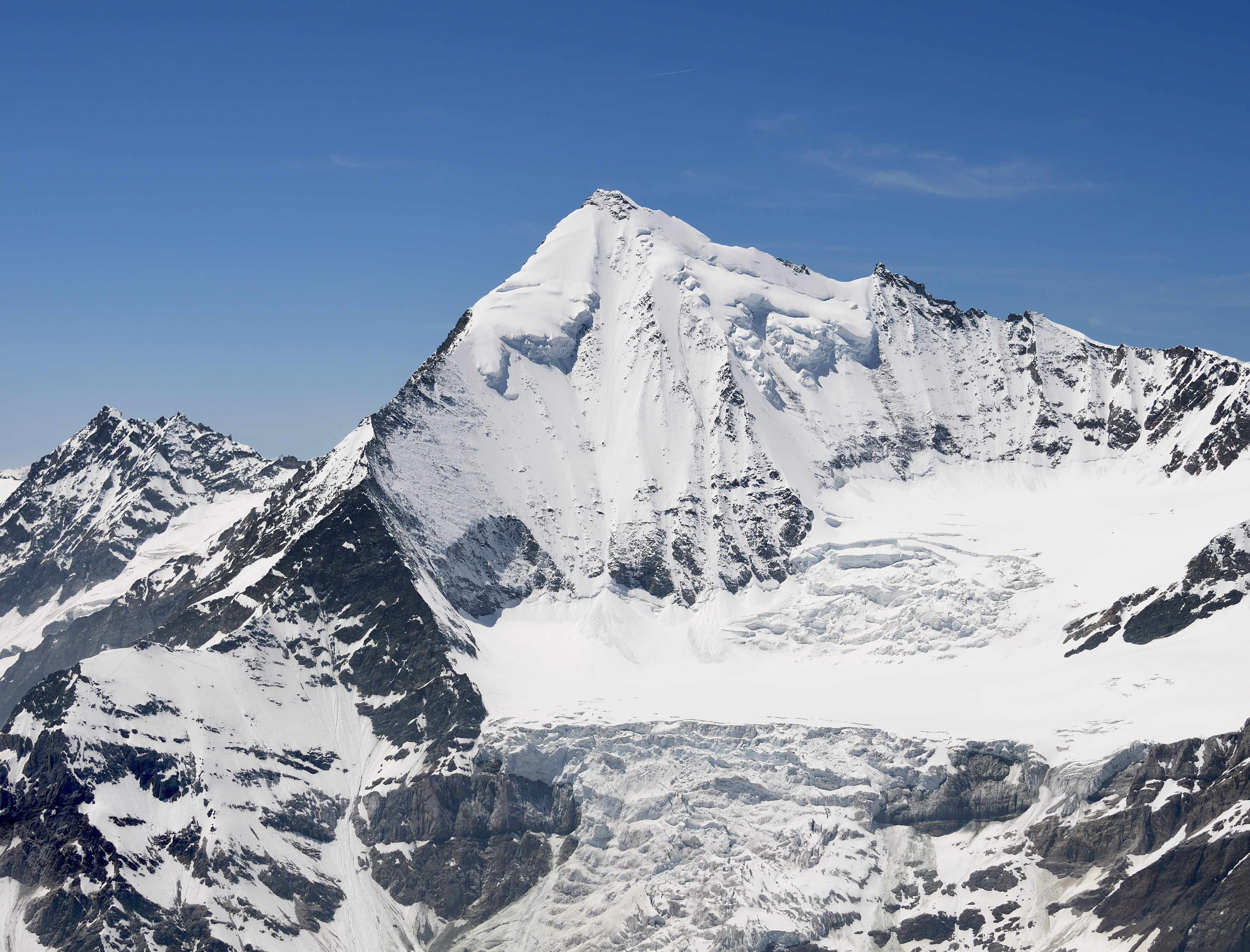
La montagna vista da est. A sinistra, la cresta est e a destra la cresta nord che lo collega al Bishorn. In basso il Bisgletscher.

La montagna si presenta a forma di piramide con tre creste e tre pareti. Una prima cresta orientata verso est si abbassa in direzione di Randa; una seconda, detta Schaligrat, orientata verso sud-sud ovest collega la montagna con lo Schalihorn; l'ultima cresta orientata verso nord unisce con il Bishorn.
Il Grand Gendarme (4.331 m) si trova lungo la cresta nord della montagna. Esso è stato inserito nella lista secondaria dei 4000 delle Alpi.
La montagna fa parte della cosiddetta corona imperiale, insieme di montagne che formano un ferro di cavallo: Les Diablons (3.609 m), il Bishorn (4.153 m), il Weisshorn (4.505 m), lo Schalihorn (3.974 m), lo Zinalrothorn (4.221 m), il Trifthorn (3.728 m), l'Obergabelhorn (4.062 m), il Mont Durand (3.712 m), la Pointe de Zinal (3.790 m), la Dent Blanche (4.356 m), il Grand Cornier (3.961 m), il Pigne de la Lé (3.396 m), la Garde de Bordon (3.310 m), ed al centro di questa gigantesca parabola il Monte Besso (3.667 m).

## La prima scalata
La montagna fu scalata per la prima volta il 19 agosto 1861 dall'irlandese John Tyndall con le guide J. J. Bennen e Ulrich Wenger per la cresta est. La parete sud fu salita per la prima volta nel 1895 da J. M. Biner, A. Imboden ed E. Broome.
Sul Weisshorn precipitò nel 1888 l'alpinista tedesco Georg Winkler tentando in solitaria la parete ovest e il corpo fu ritrovato solo nel 1956.

## Salita alla vetta

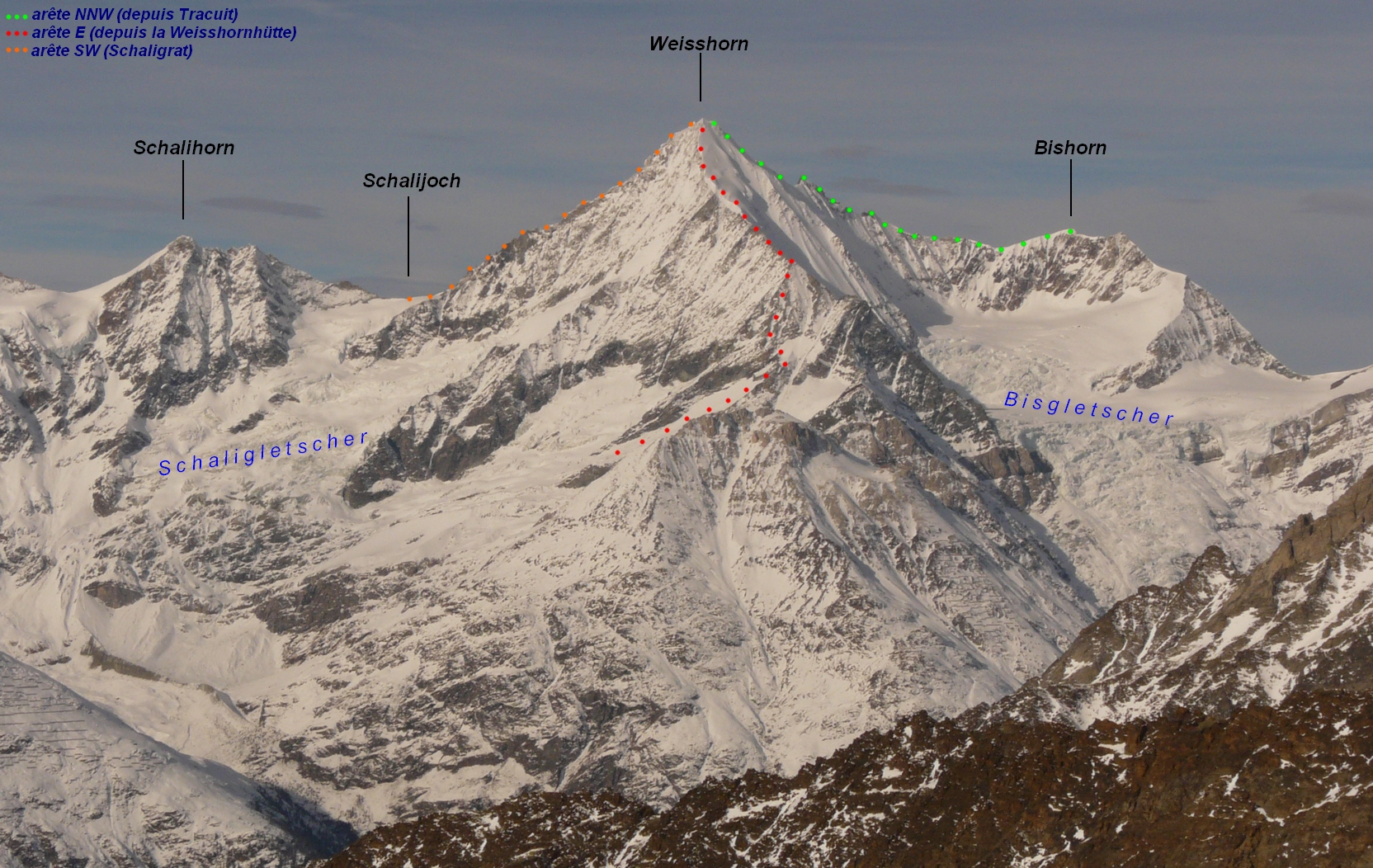
Indicazione delle tre principali vie di salita. In verde la cresta nord; in rosso la cresta est ed in arancione la cresta sud.

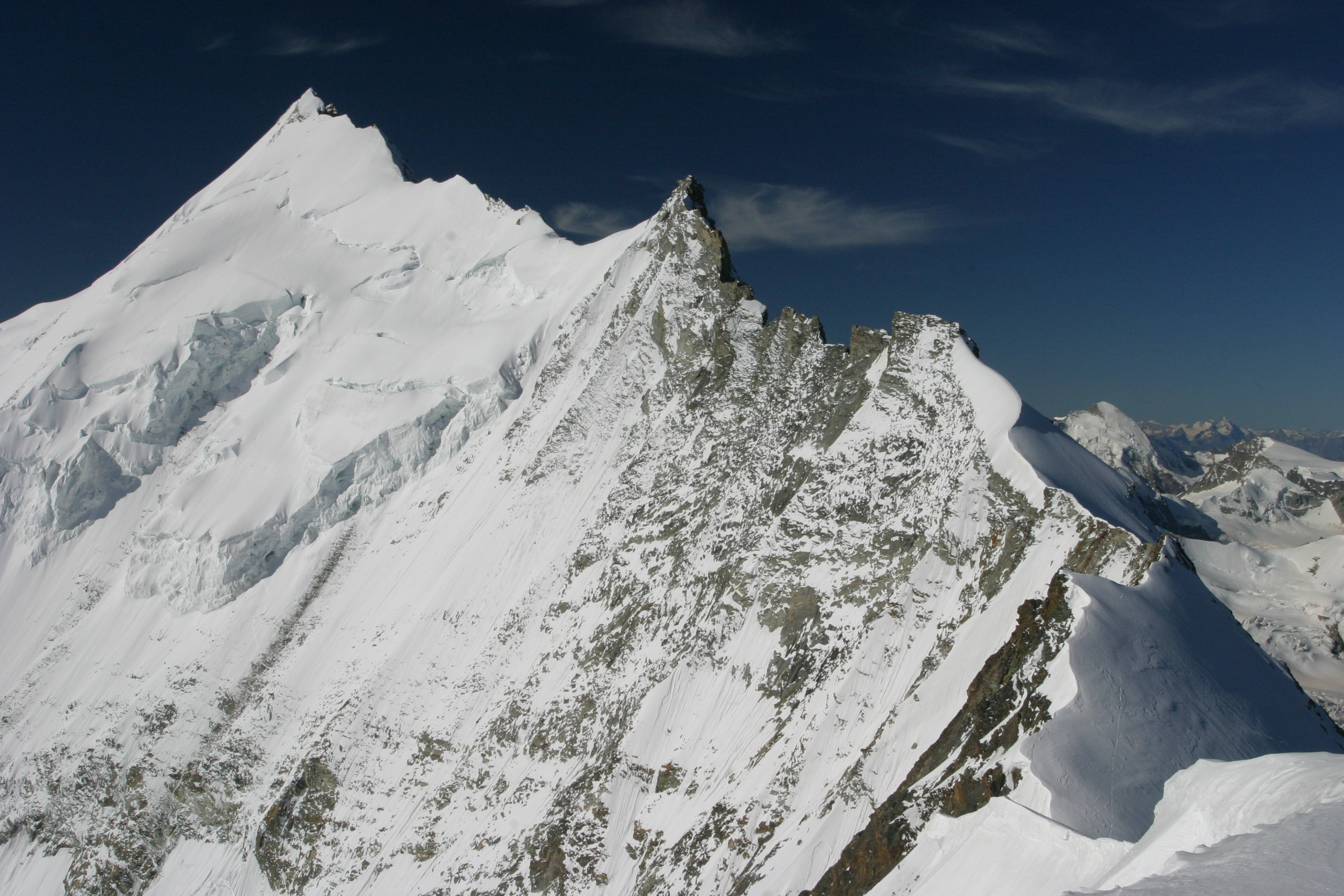
La cresta nord della montagna vista della vetta del Bishorn. Si nota il Grande Gendarme.

L'ascensione alla vetta è difficile da tutte le tre creste della montagna.
Una prima possibilità di salita si ha partendo dalla Cabane de Tracuit (3.256 m). In questo caso si affronta dapprima il Bishorn e poi la cresta nord. La salita al Bishorn è particolarmente facile; invece la cresta è particolarmente impegnativa perché interrotta da diversi gendarmi e tra questi il Grande Gendarme (4.331 m), inserito nella lista secondaria dei 4000 delle Alpi. Questa via viene classificata D.
In alternativa si può partire dalla Weisshornhütte (2.932 m), per quella che viene considerata la via normale; in questo caso si affronta la cresta est. Questa via viene classificata AD.
Infine si può partire dallo Schalijoch-Biwak percorrendo la cresta sud, ma incontrando maggiori difficoltà. Questa via è classificata D.

## Incidente
Nel 1983 di notte un elicottero Alouette III si è schiantato sullo Scaligletscher a sud della montagna. L'elicottero trasportava il pilota, il suo assistente ed una guida che era alla ricerca di due alpinisti dispersi. Nello schianto tutto l'equipaggio è rimasto gravemente ferito ma il pilota e la guida sono sopravvissuti. I due alpinisti dispersi furono poi trovati morti.